# Джералд Еделман
Джералд Морис Еделман (на английски: Gerald Maurice Edelman) е американски биохимик и имунолог, носител на Нобелова награда за физиология или медицина през 1972 г.

## Биография

### Ранни години
Роден е в Ню Йорк в семейството на лекар. През 1954 г. завършва медицина в Пенсилванския университет и 4 години по-късно защитава докторат в Рокфелеровия университет в Ню Йорк. Темата на дисертацията му е структурата на антителата. През 1966 г. става професор в същия университет.

### Научна дейност
Научните интереси на Еделман са насочени към имуноглобулините (белтъчини, функциониращи като антитела) и тяхната химическа структура. През 1961 г. изследва молекулите на имуноглобулините от клас G (Ig G), които преобладават в човешката кръв, и открива, че се състоят от две съставки, наречени къси и дълги вериги. На следващата година колегата му Родни Портър успешно прави структурен модел на този клас белтъчини.
Изследванията на Еделман върху здрави и болни от миелом хора водят до откриването на първата последователност от около 1300 аминокиселини на Ig G. Теорията за имуноглобулиновия синтез, която през 1967 г. Еделман предлага съвместно с Джоузеф Гали, по-късно бива потвърдена чрез методите на генното инженерство.
През 1972 г. за откритията им, свързани с химичната структура на антителата, Еделман и Портър са удостоени с Нобелова награда.